# Hans Braselmann
Hans Braselmann (* 5. Januar 1934 in Berlin; † 6. April 1992 ebenda) war ein deutscher Politiker (SPD).
Hans Braselmann besuchte eine Mittelschule und schloss 1953 eine Lehre als Chemiefacharbeiter ab. 1956 machte er an der Staatlichen Ingenieurschule Beuth einen Abschluss als Chemieingenieur. Ab 1962 arbeitete er als wissenschaftlicher Mitarbeiter an der Humboldt-Universität zu Berlin. Später studierte Braselmann an der Technischen Universität Dresden und wurde 1966 Diplom-Chemiker. 1980 promovierte er an der Humboldt-Universität als Dr. rer. nat.
Im Zuge der Wende in der DDR trat Braselmann 1989 der Sozialdemokratischen Partei (SDP) bei. Bei der ersten freien Ost-Berliner Wahl im Mai 1990 wurde er in die Berliner Stadtverordnetenversammlung gewählt. Auch bei der nun gemeinsamen Wahl zum Abgeordnetenhaus von Berlin im Dezember 1990 konnte er das Direktmandat im Wahlkreis 6 im Bezirk Lichtenberg gewinnen. Doch anderthalb Jahre später starb Braselmann, sein Nachrücker im Parlament wurde daraufhin der damalige Senator für Familie und Jugend Thomas Krüger. 